# Parti de l'harmonie nationale
Le Parti de l'harmonie nationale (en letton : Tautas Saskaņas partija, TSP ; en russe : Партия народного согласия) était un parti politique letton de type social-démocrate, fondé en 1994.
À partir de 1998 il fit partie de l'alliance électorale Pour les droits de l'homme dans une Lettonie unie, puis à partir de 2005 du Centre de l'harmonie, avant de se fondre dans le Parti social-démocrate « Harmonie » en 2010.

## Résultats électoraux

### Élections parlementaires
| Année | Députés  | Votes   | %    | Rang | Gouvernement |
| ----- | -------- | ------- | ---- | ---- | ------------ |
| 1995  | 6 / 100  | 53 041  | 5,6  | 9e   | Opposition   |
| 1998  | 16 / 100 | 135 700 | 14,2 | 4e   | Opposition   |